# 超感應學園
《超感應學園》（英語：Sometimes When We Touch）是由香港電視娛樂原創，與台灣八大電視聯合出品並由八大電視發行的一套校園電視劇，由蔡凡熙、劉奕兒、姜濤、林思廷、洪群鈞和百白主演，台灣於2021年8月7日至10月9日每週六20:00-22:00在八大戲劇台首播，香港則在9月13日至10月8日每週一至五21:30-22:30於ViuTV首播，以及8月8日至10月10日每週日22:00-24:00在台灣八大綜合台播出。台灣由MyVideo及iQIYI雙獨家跟播。香港由「K Cash」冠名贊助，為《ViuTV 2021》節目巡禮之一。

## 播出時間

### 首播
| 頻道       | 所在地 | 播出日期      | 播出時間                | 備註     |
| 八大戲劇台 | 臺灣   | 2021年8月7日  | 每週六 20:00－22:00     | 兩集連播 |
| 八大綜合台 | 臺灣   | 2021年8月8日  | 每週日 22:00 - 24:00    | 兩集連播 |
| 公視主頻   | 臺灣   | 待定          | 待定                    |          |
| 華視主頻   | 臺灣   | 待定          | 待定                    |          |
| ViuTV      | 香港   | 2021年9月13日 | 每週一至五 21:30－22:30 | 雙語廣播 |

### 網路平台
| 影音    | 所在地 | 播出日期     | 播出時間                | 備註 |
| MyVideo | 臺灣   | 2021年8月7日 | 每週六 21:00、22:00上架 |      |
| 愛奇藝  | 臺灣   | 2021年8月7日 | 每週六 21:00、22:00上架 |      |

### 重播
| 頻道       | 所在地 | 播出日期      | 播出時間             | 備註     |
| 八大戲劇台 | 臺灣   | 2021年8月8日  | 每週日 00:00－02:00  | 兩集連播 |
| 八大戲劇台 | 臺灣   | 2021年8月8日  | 每週日 12:00 - 14:00 | 兩集連播 |
| 八大綜合台 | 臺灣   | 2021年8月14日 | 每週六 13:00－15:00  | 兩集連播 |

## 演員表

### 六小福
| 演員            | 角色   | 簡介 | 粵語配音 |
| 蔡凡熙          | 石少華 | 石頭 21歲 南宮大學物理系大三生 超自然感應社社長 暗戀女神培安 因一場意外遇見陰間引路人方小路，從此變成一塊靈界磁鐵，身旁經常聚集各路好兄弟姐妹和不尋常的靈異現象，高中時代與小路為戀人，因小路選擇成為陰間引路人，而遺忘了關於小路的記憶。 參見南宮大學                                                                                                   | 黃奕晨   |
| 劉奕兒          | 方小路 | 陰間引路人 永遠停留在18歲 意外身故後成為陰間引路人，負責牽引亡魂前往投胎之路，善良冷靜、思路清晰、做事條理分明。彷彿對一切都不感興趣的她，其實很走心。為了完成49天內收滿10個孤魂野鬼的任務，與靈異磁鐵石頭結盟，一起為亡魂引路。生前與石頭在高中時代為戀人，而死後為了讓石頭不再為自己的死難過，選擇成為陰間引路人，作為讓石頭遺忘關於自己的記憶的代價。 | 羅沛琪   |
| 姜 濤           | 馬穎宸 | 西多士 21歲 南宮大學心理系三年級，來自香港的留學生 電影社社長 因為與超感社共用社辦，結識石頭和阿甘。 個性隨和，從不拒絕任何人的請求 加入超感社後，只要有任何爭端，永遠是居中協調最可靠的存在 口頭襌「嗯，好啊！」 暗戀小路 參見南宮大學 | 姜濤     |
| 張玉涵 （童年） | 李培安 | 培安 20歲 南宮大學外文系大二系花 可愛、沒心機、成績好、笑點低 會彈琴及跳舞，喜歡石頭 | 石梓晴   |
| 林思廷          | 李培安 | 培安 20歲 南宮大學外文系大二系花 可愛、沒心機、成績好、笑點低 會彈琴及跳舞，喜歡石頭 | 石梓晴   |
| 洪群鈞          | 甘祚良 | 阿甘 21歲 南宮大學資工系三年級 超自然感應社副社長 石頭室友 自稱駭客 堅信所有的真理都在網路上，無論什麼事都要上網查 母胎單身 暗戀女神培安 參見南宮大學 | 周倚天   |
| 百 白           | 陳靜芳 | 靜芳 20歲 南宮大學日文系二年級 培安好友 古靈精怪，沒自信 講話世界無敵小聲，卻又力大無窮，具有毀滅性的力量 癡迷動漫和文學 總是在旁靜靜的看著吳美滿的詩集，偷偷觀察每一個人。 暗戀阿甘 參見南宮大學 | 羅婉楓   |

### 南宮大學
| 演員   | 角色         | 簡介 | 粵語配音 |
| 蔡凡熙 | 石少華       | 石頭 南宮大學物理系大三生 超自然感應社社長 參見六小福                                                                                         | 黃奕晨   |
| 姜 濤  | 馬穎宸       | 西多士 南宮大學心理系三年級香港僑生 電影社社長 參見六小福                                                                                     | 姜濤     |
| 洪群鈞 | 甘祚良       | 阿甘 南宮大學資工系三年級 超自然感應社副社長 參見六小福                                                                                       | 周倚天   |
| 百 白  | 陳靜芳       | 靜芳 南宮大學日文系二年級 參見六小福 | 羅婉楓   |
| 盧瀚霆 | 鄭一飛       | 飛仔 21歲 南宮大學三年級香港僑生，與西多士是高中同學 經營網絡頻道「無翼而飛 飛仔Vlog」介紹台灣生活，與西多士是朋友， 因網路霸凌，而患有憂鬱症 | 盧瀚霆   |
| 蔡克   |              | 秀氣同學（第2集） |          |
| 龍語申 | 李秉賢       | 南宮大學啦啦隊教練，學生告知石頭暈倒時，第一時間衝去趕緊對石頭急救。（第1-3,9,15-16,18,20集）                                                 | 蔡威賢   |
| 李相林 | 孔秀貞       | 小貞，南宮大學校醫，孫樂樂的好朋友，因發現樂樂喜歡秉賢而退出三角關係（第1-3,9,15-18,20集）前世與白無常是一對夫妻                              | 姜嘉蕾   |
| 葉蕙芝 | 翁姐         | 校醫，被牽石牧師的人 於第2集登場 | 曾慶珏   |
| 林君翰 | 廖強／廖金勇 | 廖強為廖金勇兒子，南宮大學電影系系學會會長，會與石頭、阿甘在洗澡時合唱，高百合男友                                                            | 何家裕   |
| 黃柏峰 |              | 欺負阿甘同學A（第3集） |          |
| 劉晉瑋 |              | 欺負阿甘同學B（第3集） |          |
| 李孟學 |              | 學妹A |          |
| 林劻鴻 |              | 男同學A |          |
| 賀君強 |              | 男同學B |          |
| 鄧紹傑 |              | 制服男同學A |          |
| 羅章恩 |              | 制服男同學B（第1-2集） |          |

### 其他演員
| 演員            | 角色            | 簡介                                                                   | 登場集數               | 粵語配音 |
| 許時豪          | 謝必安          | 白無常，與秀貞的前世是一對夫妻                                         | 1-5, 7-9, 11-12, 15-20 | 梁皓翔   |
| 陳彥壯          | 范無救          | 黑無常                                                                 | 1-5, 8-9, 12, 15-20    | 馮瀚輝   |
| 嚴正嵐          | 孫樂樂          | 孔秀貞的好朋友，李秉賢的前女友，後來因意外失踪死亡                     | 1-3                    | 楊婉潼   |
| 海裕芬          | 蔡半仙          | 石頭的媽媽，被石頭問鬼的事                                             | 1-5,9-13,15-20         | 許盈     |
| 謝其文          | 石牧師          | 石頭的爸爸，被石頭問鬼的事                                             | 2,9-13,15-20           | 柯偉聰   |
| 單承矩          | 羅至先          | 物理系教授，被石頭問鬼的事，超自然感應社指導老師，也是作家吳美滿       | 2-3,5-7,9-13,16,20     | 陳力航   |
| 曾珮瑜          | 培安媽媽        | 培安、嘉豪的媽媽                                                       | 3-5                    | 王綺婷   |
| 鄭有傑          | 何組長          | 南宮大學組長，何達易的爸爸，對超自然感應社的存在非常不滿               | 10, 12, 14-16          | 郭湛深   |
| 葉泓毅 （童年） | 李嘉豪          | 李培安的哥哥，擅長彈吉他，因壓力過大在南宮大學頂樓自殺                 | 4                      |          |
| 林輝瑝          | 李嘉豪          | 李培安的哥哥，擅長彈吉他，因壓力過大在南宮大學頂樓自殺                 | 3-5                    |          |
| 賴震澤          | 老 甘           | 阿甘叔叔，警察，在調查孫樂樂失蹤死亡案件                               |                        |          |
| 洪博軒          | 警察            | 老甘同事，一同調查孫樂樂失蹤死亡案件                                   |                        |          |
| 賴雅琪          | Angel           | 飛仔的女朋友                                                           | 4-5                    | 楊婉潼   |
| 陳天仁          | 愛 寶           | 飛仔的好朋友                                                           | 6                      | 張惠雯   |
| 楊傑宇          | JoKing          | 愛寶的男朋友                                                           | 6                      | 簡懷甄   |
| 鍾政均          | 鄭皓一          | 李培安高中時的家教老師，南宮大學舊宿舍改建建築師，後成為培安男友       | 7-9                    | 黃榮璋   |
| 魏 蔓           | 王佳琪          | 鄭皓一的未婚妻 ，因淋巴癌過世                                          | 7-9                    | 王綺婷   |
| 劉明勳          | 沈國棟          | 舊宿舍咳嗽鬼，生前被朋友騙錢，生意失敗而成為街友                       | 10-11                  | 何偉誠   |
| 江少儀          | 羅太太          | 羅教授太太，意外過世                                                   | 11-13                  | 張惠雯   |
| 林海兒          | 羅女兒          | 羅教授女兒，意外過世                                                   | 11-13                  | 楊婉潼   |
| 孟石菁          | 羅媽媽          | 羅教授媽媽，因病過世                                                   | 11-13                  | 黃鳳英   |
| 石承泫          | 何達易          | 何組長的兒子，高中時發現自己是跨性別，後因車禍意外過世，附身在阿甘身上 | 14-16                  |          |
| 黃子玲          | 葉玉芬          | 何組長的太太，何達易的媽媽                                             | 14,16                  |          |
| 陳廷軒          | 林建凱 （凱凱） | 萬流高中學生，何達易的好友                                             | 14-15                  |          |
| 葉衣庭          | 問事婦人        | 向葉半仙問事的婦人                                                     | 1                      | 黃鳳英   |
| 張名浩          | 鹹酥雞老闆      | 變態                                                                   | 2,20                   | 鄧燦陽   |
| 鄭宇翔          |                 | 宿舍同學                                                               |                        |          |
| 王臻懿          |                 | 林口阿姨                                                               |                        |          |
| 鍾岳軒          | 靜芳學長        | 陳靜芳高中學長                                                         | 8                      |          |
| 林義欽          |                 | 警衛                                                                   |                        |          |
| 黃復春          | 育幼院院長      | 小路生前所住的育幼院院長                                               | 9                      |          |
| 黃歆庭          | 育幼院小朋友    | 小路生前所住的育幼院小孩                                               | 9                      |          |
| 吳秉華          | 受傷工人A       | 因舊宿舍鬧鬼而受傷的拆除工人                                           |                        |          |
| 吳浩瑜          | 受傷工人B       | 因舊宿舍鬧鬼而受傷的拆除工人                                           |                        |          |
| 魏 胖           | 土地公          | 公園的土地公                                                           | 11                     | 陳啟熾   |
| 陳雅慧          | 盲人婦女        | 沈國棟15年前在公園的救命恩人                                           | 11                     |          |
| 鍾岳純          | 廚藝老師        | 羅教授的廚藝老師                                                       |                        |          |
| 何裕天          | 警察            | 山上的警察                                                             | 13                     |          |
| 傅小娟          | 回收奶奶        | 曾受過石頭和小路的幫助，救了自殺的羅教授                               | 13                     |          |
| 胡康星          | 失憶鬼          |                                                                        |                        |          |
| 高大真          | 高百合          | 廖強女友，失戀女子，找石頭幫忙找回男友                                 | 7                      | 黃鳳英   |
| 黃金鳳          | 鄰居太太        | 秉賢與秀貞的鄰居                                                       |                        |          |
| 陳俊嘉          |                 | 閻王／搶匪                                                             |                        |          |
| 阮柏皓          | 池塘小鬼        | 11年前的失蹤兒童                                                       |                        |          |

## 歌曲
| 曲別   | 歌名                   | 演唱者       | 作詞   | 作曲                 |
| 片頭曲 | 根本不是我對手         | 持 修        | 持 修  | 持 修                |
| 片尾曲 | 愛不作聲（第1至10集）  | 姜濤、盧瀚霆 | 姜憶萱 | 溫翰文               |
| 片尾曲 | 後照鏡（第11至19集）   | 怕胖團       | 閃 亮  | 閃 亮                |
| 片尾曲 | 蒙著嘴說愛你（第20集） | 姜 濤        | 陳詠謙 | 紹斌、李俊緯、吳周爍 |
| 宣傳曲 | 遺忘的名字             | 劉奕兒       | 游政豪 | 游政豪、劉奕兒       |

## 每集列表
| 集數 | 八大電視首播日期 | ViuTV首播日期 | 標題             | 備註   |
| 01   | 2021年8月7日     | 2021年9月13日 | 弄假成真         | 不適用 |
| 02   | 2021年8月7日     | 2021年9月14日 | 展開任務         |        |
| 03   | 2021年8月14日    | 2021年9月15日 | 驚人新發現       |        |
| 04   | 2021年8月14日    | 2021年9月16日 | 超感社全員出動   |        |
| 05   | 2021年8月21日    | 2021年9月17日 | 捲入風波         |        |
| 06   | 2021年8月21日    | 2021年9月20日 | 一起「改變世界」 |        |
| 07   | 2021年8月28日    | 2021年9月21日 | 進一步的認識     |        |
| 08   | 2021年8月28日    | 2021年9月22日 | 產生微妙變化     |        |
| 09   | 2021年9月4日     | 2021年9月23日 | 圓夢計畫         |        |
| 10   | 2021年9月4日     | 2021年9月24日 | 解散社團         |        |
| 11   | 2021年9月11日    | 2021年9月27日 | 大海撈針         |        |
| 12   | 2021年9月11日    | 2021年9月28日 | 重拾生命的熱情   |        |
| 13   | 2021年9月18日    | 2021年9月29日 | 意外被困         |        |
| 14   | 2021年9月18日    | 2021年9月30日 | 廢除超感社       |        |
| 15   | 2021年9月25日    | 2021年10月1日 | 崩潰自責         |        |
| 16   | 2021年9月25日    | 2021年10月4日 | 彌補過錯         | 結局篇 |
| 17   | 2021年10月2日    | 2021年10月5日 | 不告而別         | 結局篇 |
| 18   | 2021年10月2日    | 2021年10月6日 | 超感社再度出動   | 結局篇 |
| 19   | 2021年10月9日    | 2021年10月7日 | 最後機會         | 結局篇 |
| 20   | 2021年10月9日    | 2021年10月8日 | 劫數未化解       | 大結局 |

## 收視

### ViuTV
| 集數   | 日期                         | 電視直播收視 | 備註  |
| 1－5   | 2021年9月13日－2021年9月17日 | 3.3點        | [ 3 ] |
| 6－10  | 2021年9月20日－2021年9月24日 | 2.8點        | [ 4 ] |
| 11－15 | 2021年9月27日－2021年10月1日 | 2.9點        | [ 5 ] |
| 16－20 | 2021年10月4日－2021年10月8日 | 3.1點        | [ 6 ] |

## 製作團隊
- 導演：林彥廷
- 副導演：王俞文
- 出品人：魯庭暉
- 監製：唐在揚
- 聯合監製：林淑賢
- 製作人：林君達
- 執行製作人：陳嘉珮
- 編劇統籌：范家瑋
- 編劇：張清慧、楊念純、林彥廷、鄭雯婷、王昭華
- 製作公司：香港電視娛樂、八大電視、興揚電影有限公司

## 軼事
- 該劇於2019年獲得中華民國文化部「民國108年度電視節目製作補助案」第一梯次（影集類）補助，金額為1800萬新台幣。[7]
- 據台灣網路討論區批踢踢帖文顯示，該劇並沒「主角」、「配角」之分。[8]
- 該劇是蔡凡熙繼《通靈少女2》之後，再度參與拍攝的電視劇。
- 此劇於ViuTV播出時設有雙語廣播，第一聲道為粵語配音，第二聲道為國語原聲，故此劇為ViuTV首部提供雙語廣播的自製劇集，而此劇亦沒有製作特輯。

## 記事
- 2020年8月16日：劇組進行開鏡拜神儀式。[9]
- 2020年10月23日：ViuTV釋出劇集預告片。[10]
- 2021年8月5日：八大電視釋出《超感應學園》精彩片花搶先看。[11]
- 2021年8月19日：ViuTV釋出《超感應學園》海報。 [12]

## 獎項
| 年度   | 頒獎單位     | 獎項名稱               | 入圍者 | 結果 |
| 2022年 | 第57屆金鐘獎 | 戲劇節目最具潛力新人獎 | 林思廷 | 提名 |

## 外部連結
- 官方网站－八大
- 官方网站－ViuTV
- 官方网站－MakerVille
- YouTube上的《超感應學園》片尾曲 -《愛不作聲》MV
- YouTube上的《超感應學園》宣傳曲 -《遺忘的名字》MV
- 豆瓣电影上《超感應學園》的資料 （简体中文）

| 臺灣 八大戲劇台 每週六 20:00－22:00               | 臺灣 八大戲劇台 每週六 20:00－22:00              | 臺灣 八大戲劇台 每週六 20:00－22:00 |
| ------------------------------------------------- | ------------------------------------------------ | ----------------------------------- |
|                                                   | 超感應學園 （2021年8月7日－2021年10月9日）       |                                     |
| 必娶女人（重播） （2021年5月15日－2021年7月31日） | 無神之地不下雨 （2021年10月23日－2022年1月15日） |                                     |

| 臺灣 八大綜合台 每週日 22:00－24:00      | 臺灣 八大綜合台 每週日 22:00－24:00                 | 臺灣 八大綜合台 每週日 22:00－24:00 |
| ---------------------------------------- | --------------------------------------------------- | ----------------------------------- |
|                                          | 超感應學園 （2021年8月8日－2021年10月10日）         |                                     |
| 大債時代 （2021年7月18日－2021年8月1日） | 她們創業的那些鳥事 （2021年10月17日－2022年1月9日） |                                     |

| 香港 ViuTV 每週一至五 21:30－22:30       | 香港 ViuTV 每週一至五 21:30－22:30                        | 香港 ViuTV 每週一至五 21:30－22:30 |
| ---------------------------------------- | --------------------------------------------------------- | ---------------------------------- |
|                                          | 超感應學園 （2021年9月13日－2021年10月8日）               |                                    |
| 逆轉時機 （2021年8月9日－2021年9月10日） | 賭命夫妻（非戲劇節目） （2021年10月11日－2021年10月29日） |                                    |